# フィーバー春のワルツ
フィーバー春のワルツは、2008年3月にSANKYOが発売した、韓国制作のテレビドラマ「四季シリーズ」の最終作春のワルツとタイアップしたパチンコ機のシリーズ名。
CRフィーバー春のワルツMF-Tの1機種がある。

## 概要
液晶型のデジパチ。春を予感させるような多彩なアクションと、ドラマの世界を忠実に再現した演出が特徴的で、確変と突然確変･時短を搭載した突発タイプフル時短機として登場した。
本機は見応えのあるムービーが豊富に搭載されており、最大の見せ場となるリーチアクション中は、原作の名場面が実写映像で流れる。
大当たりまでの基本的な流れは、図柄テンパイ後にアニメ系リーチに発展し、最終的に実写映像のストーリー系リーチに発展するパターンである。
リーチ発生前の予告演出後に、いきなりストーリー系リーチに発展するパターンなども存在し、どのタイミングからでも期待が持てるような仕様となっている。
予告やリーチアクションにも様々なチャンスアップパターンや、プレミアムパターンが存在する。
大当たり中の楽曲は全部で7種類搭載されており、連チャン回数に応じて変化していく。
FLOWER（日本語･女性Ver.）→ONE LOVE→虹→美しい秘密→春のワルツ→FLOWER（韓国語･女性Ver.）→愛という理由で…。の順番で楽曲は変化していく。

## スペック
- CRフィーバー春のワルツMF-T
  - 賞球数 3&4&10&13
  - 大当たり最高継続 15R（9カウント）
  - 大当たり確率 1/300.6
  - 確変中大当たり確率　1/37.6
  - 確変継続率　63%（突確18％）
  - 確変期間　次回大当たりまで/リミッターなし
  - 時短システム　全ての大当たり終了後　100回転

## 図柄
確変図柄
- 1
- 3
- 5
- 7
- ワ
- ル
- ツ

通常図柄
- 2
- 4
- 6
- 8

## 演出
予告アクション

- ステップアップ予告

ステップアップ予告は4段階となっており、ステップ1でウニョンがスクーターに乗って登場し、ステップ2でチェハが登場する。ステップ3でフィリップが登場し、最終的なステップ4でチェハとウニョンの2人が出会う。
ウニョンのスクーターや、チェハが着ている服の色で信頼度が変化する。
赤が出現するとチャンスパターンで、サクラ柄が出現すると激熱パターンとなる。
- スベリ予告

図柄が停止した後、右図柄が「春」図柄に変化すればスベリが発生し、リーチ成立のチャンスとなる。
フィリップが登場し、図柄をスベらせるパターンも存在する。
- アイテム予告

図柄が全て停止する前にボタンプッシュが出現、ボタンを押して出現するアイテムの種類によって信頼度が変化する予告。貝が出現すればチャンスとなる。
- 砂文字予告

砂に書かれたハングル文字が出た後にボタンを押すと日本語が出現し、書かれている内容で信頼度を告知する。赤文字ならチャンスパターンとなる。
- 旅館予告

ウニョンが隣の部屋に話しかけ、返答したキャラクターやセリフによって信頼度が変化する。
実写パターンも存在し、出現すれば激熱である。
- 会話予告

ウィンドウが出現してボタンを押すと、キャラクター同士の会話が進む。ウィンドウが大きくなるほどチャンスとなっており、サクラ柄のウィンドウが出現すれば激熱である。
- ミニキャラ予告

様々なミニキャラクターが背景に出現する。花の色の変化や看板の絵など見逃しやすいものもある。
- 携帯予告

ステップアップ予告のステップ2から発展する。電話の内容や文字の色で信頼度が変化する。
ポケットから貝が出現すれば、その後の展開に期待が持てる。
- 実写カットイン予告

リーチ中に、実写のウニョンやチェハが映し出されたら、大当たり信頼度が大幅にアップする。
- イントロ予告

楽譜出現でイントロ予告の発生チャンスとなる。イントロが流れて実写映像が映し出され、リーチが成立すれば対応したスーパーリーチへと発展する。
音符の色や背景の種類によって信頼度が変化する。
- 名シーン予告

変動中やリーチ成立後に、原作ドラマの名シーンが映し出される激熱アクションで、出現しただけで大当たり信頼度が大幅にアップする。
- 菜の花ステップアップ予告

変動中に液晶右上の菜の花役物が動き出せばチャンスで、画面全体に菜の花が舞い散る。3回揺れればリーチが確定となる。
フィギュアステップアップ予告と連動することもある。
- ハート予告

液晶上部に配置されたハート役物が、変動開始時にガタガタと揺れればリーチか擬似連のチャンスとなる。
リーチ時に作動することもあり、落下すれば激熱となる。
ハート役物が落下するアクションは、擬似連発生時、リーチ発生時、三角関係チャンス時、アニメ系リーチハズレ後、ストーリー系リーチの終盤などに発生することがある。

- フィギュアステップアップ予告

液晶下部から、普段は隠れているフィギュア役モノが出現すると信頼度がアップする。胸が高鳴るキスシーンを再現しており、スポットライト→1体出現→2対出現→キス成功と発展していく。
予告やリーチの最終局面など、様々なタイミングで発生する。
昇格アクションでも活躍し、ラウンド終了後に動き出せば、確変昇格のチャンスとなる。

専用モード

液晶に扉が映し出されると「オーストリア」か「菜の花モード」へ移行のチャンスとなる。どちらのモードも突入時にリーチが成立すれば激熱となる。

菜の花モードにはいくつかの専用予告演出がある。
- アイテム予告（菜の花モード専用）

ボタンを押して出現するアイテムで信頼度が変化する。アイテムの他に菜の花畑からウニョンが出現することもある。
- 会話予告（菜の花モード専用）

ウニョンとスホの会話によって信頼度が変化する。文字の色や、セリフの枠の色にもチャンスパターンが存在する。
- かくれんぼ演出（菜の花モード専用）

隠れているウニョンを見つけることができればリーチが確定する。発生時のウニョンのセリフによって信頼度が変化する。

チャンスアクション

- チャンス目

擬似連続予告なっており、チャンス目が続けば続くほどチャンスとなる。停止形は、右･中図柄が左図柄から1つずれて停止する形である。
- クリステラフラッシュ

台枠が効果音と共に派手にフラッシュする超激熱アクションで、大当たり確定演出となる。発生するタイミングも様々である。
- サクラ柄

出現するだけで熱いチャンスアクション。キャラクターや液晶上、図柄など様々な箇所でサクラ柄が出現することがある。

リーチアクション

基本的なリーチの流れは、図柄テンパイ後に扉が出現し、開けばピアノ演出、開かなければ菜の花ロングリーチへと発展する。

スーパーリーチはピアノ演出を経由することが多く、ピアノと共にキャラクターが登場すればアニメ系リーチに発展するチャンスとなる。

アニメ系リーチがハズれた後に動物が貝殻を取り出すとストーリー系リーチへと発展する。

ストーリー系リーチまで発展して大当たりするパターンが多い。

- ノーマルリーチ

信頼度は低くノーマルからの大当たりはほとんど期待できない。
- ピアノ演出

リーチ成立後に発生し、無人ならロングリーチへ、人がいればスーパーリーチへ発展する。チェハ&ウニョンが出現すればチャンスアップとなる。
- 楽譜ロングリーチ

ピアノ演出で無人の場合に発展するアクション。楽譜の色が赤いパターンや貝が出現すれば信頼度がアップする。ここから突然確変の「愛の暴走モード」に突入することもある。
- 菜の花ロングリーチ

ノーマルリーチ時に扉が開かなかった場合に発展するアクション。楽譜ロングリーチ同様に愛の暴走モードに突入することがある。
アニメ系リーチ

全5種類のアニメ系リーチにはそれぞれチャンスアップがあり、それによって信頼度が大きく左右される。

アニメ系ハズレ後に動物が貝殻を取り出せば貝殻細工役物が回転し、ストーリー系リーチへと発展する。

アニメ系共通の激熱パターンが存在し、リーチ中にサクラ柄のフィリップが出現すると激熱となる。他の激熱パターンとして、リーチ中に突然アルバムがカットインすればオーストリアリーチへと発展する。

- スクーターリーチ

ウニョンがバイクにチェハを乗せてコンサート会場まで送るアクション。車に邪魔されず走り続けることができ、コンサートに間に合えば大当たりとなる。バイクの色によって信頼度が変化する。
- ニワトリリーチ

トラクターから逃げ出したニワトリを2人で捕まえる。カラフルなニワトリが出現すれば熱いパターンとなり、ハズれても貝が出現すればストーリー系へと発展する。
- 靴探しリーチ

草むらの中でウニョンが無くした靴を探す。チェハが持っている傘の色や、草むらの中から出現するアイテムによって信頼度が変化する。
- ピンクトラックリーチ

ウニョンのアクセサリー店の店じまいをチェハが手伝い、トラックの中に荷物を積み込めれば大当たりとなる。
- お祈りリーチ

海辺でウニョンが石を積み上げて大当たりを祈るリーチ。チェハの背後を通過する船の種類や、カニの数によって信頼度が変化する。カニが貝を掘り出せばストーリー系へと発展するチャンスとなる。
ストーリー系リーチ

本機最大の見せ場がこのストーリー系リーチである。アニメ系リーチハズレ後に液晶右下の貝殻役物が回転すればストーリー系へと発展する。

アニメ系経由の他、あらゆるタイミングからストーリ系へと発展する可能性がある。

ストーリー系に発展する時のキーアイテムは貝殻で、発展する際はアルバム演出を経由し、アルバムの色やめくれ方、リーチ選択時の音符の色でも期待度は変化する。

アルバムの色が黄色だと通常パターンで、赤色ならチャンスアップパターンとなる。

- 川辺リーチ

チェハがウニョンへの愛情と、ウニョンを愛する親友フィリップとの友情の板ばさみになる原作第10話のストーリー。悩んだ末にウニョンに愛を告白すれば大当たりとなる。
- 和解リーチ

ウニョンがロードマネージャーを辞めてチェハの元から去ろうとする原作第12話のストーリー。チェハの説得でウニョンが思い止まれば大当たりとなる。リーチ中にボタンを押して蝶群が出現すればチャンスアップとなり、色によって信頼度が変化する。
- 花畑リーチ

チェハがずっと大切に心にしまっていた妹が、ウニョンだったと発覚する原作第14話のストーリー。リーチ中に出てくるテロップの色が赤ければチャンスアップパターンとなる。
- 再会リーチ

自分の運命に思い悩み、チェハが失踪する原作第19話のストーリー。自分の手術のためにスホからチェハになったと知ったウニョンは、チェハを探すためチョンサン島へ向かう。幼い頃スホと歩いた林の中を探し歩き、チェハを見つけることができれば大当たりとなる。
- オーストリアリーチ

原作最終話をモチーフとした、本機で一番信頼度の高いリーチ。チェハとイナが結婚しなかったと知ったウニョンは、チェハに会うためオーストリアに向かう。初めて出会った冬のオーストリアで2人が再び巡り会うことが出来れば大当たりとなる。

愛の暴走モード

突然確変を引いた後に突入するのが、専用演出の「愛の暴走モード」である。

愛の暴走モード中は、ドアが開いた時に登場するキャラクターが重要で、フィリップ登場で確変図柄でのリーチが約束される。

フィリップ登場後の確変図柄でのリーチの場合は、ハズレた場合でもそのまま確変が継続されるので確変終了の危険性はない。

イナが登場すると通常図柄でリーチがかかり確変終了のピンチとなる。イナがチェハの唇を奪うと通常大当たりとなり確変が終了する。

イナが登場する演出の後半でフィリップが登場する逆転パターンも存在する。

突然確変の突入パターンは多彩で、ドラマにゆかりのあるチャンス目経由･菜の花ロングリーチハズレ後･楽譜ロングリーチハズレ後･回転開始時や図柄停止時にハート&菜の花役物が作動するパターンなど、あらゆるタイミングで突入する可能性がある。

ワルツリーチ

左に「ワ」図柄停止で専用演出に発展のチャンスとなる。

「ワ」･「ル」図柄停止でチェハ&ウニョンリーチに発展し、「ワ」･「ツ」図柄停止でチェハ&フィリップリーチに発展する。

停止する図柄によってリーチ中のBGMが変化する。どちらのリーチも「ワ」「ル」「ツ」で揃うと大当たりとなり、確変が確定する。

春ワルチャンス

図柄が全て消灯すると春ワルチャンスが発生し、ボタンを押してリーチアクションが選択可能となる。

ストーリー系のリーチに発展し、通常時のリーチより信頼度がアップする。

再会リーチやオーストリアリーチが出現したらより信頼度が高くなる。

三角関係チャンス

ウニョン･チェハ･イナなどの三角関係の図柄が揃うと、三角関係チャンスが発生。全回転リーチか愛の暴走モードのいずれかに突入する。

左右の図柄が会話を始め、ムービーが映し出されれば全回転リーチとなり大当たりが確定する。揃う図柄によってリーチ時のストーリーが変化するという特徴がある。

三角関係チャンスに発展するチャンス目の停止形は全部で9種類ある。

ピアノチャンス

通常図柄で大当たりした場合に発生。図柄が揃った状態で再変動し、ボタンを押した時の音符の色で確変昇格の期待度を示唆する。

再変動時にフィギュア役物が出現すれば確変昇格濃厚となる。

大当たりラウンド

大当たり中は、ドラマに登場するキャラクターや、あらすじが紹介される。大当たりが継続すると、あらすじも進んでいく仕様となっている。

一定条件を満たすとフィリップや、チェハ&ウニョンの特典映像が流れるようになっている。

ラウンド終了後も確変を獲得できるファイナルチャンスがある。フィギュア役物が出現するか、貝殻細工役物が回転すれば確変昇格となる。

プレミアムアクション

- 倖田蝶群

CRフィーバー倖田來未の蝶が画面を覆うプレミアムアクション。出現ポイントは全部で5つある。
ハート予告･リーチ発生時にはそのまま出現することがあり、ワルツリーチ･アルバム演出･ストーリー系リーチ中はボタンプッシュで出現することがある。
- ピンクトラック

ステップアップ予告のステップ1で、ウニョンの代わりにピンクのトラックが画面を横切る。
- 春服

ステップアップ予告のステップ2で、チェハが緑色の上着で登場する。
- 携帯プレミアム会話

ステップアップ予告の携帯予告中に、5種類あるプレミアムパターンのいずれかの内容が出現すると大当たり確定となる。
イナ「大当りよ」、フィリップ「大当り」、ウニョン「大当りよ」「お兄ちゃん」「愛しています」の5種類が確定パターンとなる。
- プレミアム会話

旅館予告の会話にも出現すると大当たり確定となるパターンが複数存在する。
ウニョン「やったね」、チェハ「大当りだよ」「ウニョン愛してる」、フィリップ「君がhappyなら僕もhappy」、イナ「大当りよ」「チェハはウニョンさんを愛してるわ」が確定パターンとなる。
- プレミアム文字

砂文字予告で地名や韓国の食べ物、特殊な文字など複数のプレミアムパターンが存在する。
- 地名

仁川、釜山、水原、春川、束草、大田、大邱、慶州、扶余、木浦、江陵、光州
- 食べ物

カルビ、プルコギ、チヂミ
- メーカー

SANKYO、夢夢ちゃん、ドラムくん
- その他

愛してる、大当り！？、王子
- 旧名

会話予告で、チェハorウニョンが昔の名前を名乗るとプレミアムパターンで大当たり確定となる。
- プレミアムメッセージ

フィギュアステップアップ予告で、フィギュア2体が出現した時に液晶画面に表示されるメッセージが「愛してる」「今日もよろしくお願いします。」「おはようございます。」のいずれかの場合はプレミアムパターンとなる。
- オープニング

名シーン予告発生時にオープニングムービーが流れたらプレミアムパターンとなる。このオープニングはデジタル回転中に発生の可能性がある。
- 貝群

ストーリー系リーチの発展先を決定するボタンプッシュ時に画面中が貝殻に覆われればプレミアムパターンとなる。
- 特殊ムービー

図柄テンパイ時の図柄ムービーが、いつもと異なるアクションが発生するとプレミアムパターンとなる。
- チェハ&ウニョン

実写カットイン予告発生時は、通常だと1人の実写が出現するが、チェハ&ウニョンのツーショットで出現した場合はプレミアムパターンとなる。
- ロゴ

背景予告で、背景チェンジ時にSANKYOのロゴが出現すればプレミアムパターンとなる。
- 左右春スベリ

スベリ予告発生時に、左右両方の出目に「春」図柄が停止した場合はプレミアムパターンとなる。
- 激レアプレミアムリーチ

確変中や大当たり連チャン中に、発生した時点で大当たり確定となるプレミアムリーチが4種類存在する。
- 愛の軌跡

おんぶをしたり、自転車で相乗りするなど仲睦まじいチェハとウニョンの様子がリーチ中に流れる。1〜9連チャンの間に発生することがある。
- 愛の終着駅

ウニョンの母の墓前で2人が結婚の報告をするシーンがリーチ中に流れる。10〜19連チャンの間に発生することがある。
- 永遠のワルツ

チェハとウニョンが永遠の愛を誓い、踊りそして口づけを交わすシーンがリーチ中に流れる。20連チャン以降に発生することがある。
- ピアノ

コンサートで2人の思い出の曲を披露するシーンがリーチ中に流れる。愛の暴走モードを除く確変中に発生することがある。
- オール同一リーチ

春ワルチャンス発展時に、選択肢が全て同じリーチになるパターンが存在する。出現した時点で大当たり確定のプレミアムパターンとなる。
- フィリップ登場

ピンクトラックリーチ発展時に、チェハではなく原作通りフィリップが店を手伝うパターンが出現したらプレミアムパターンとなる。
- 全回転リーチ

三角関係チャンスから発展することがある。特定の図柄が停止して掛け合いを行い、ムービーが映し出されたら全回転リーチとなり、大当たりが確定する。
全回転リーチで流れるムービーは4種類存在する。
図柄の組み合わせが1･3･7の場合は、ウニョンに傾くチェハの心をイナが強引に引き戻すストーリー「チェハの選択」が流れる。
図柄の組み合わせが3･5･7の場合は、ウニョンを巡ってフィリップとチェハが勝負を誓うストーリー「友の誓い」が流れる。
図柄の組み合わせが6･7･8の場合は、チェハの育ての親がチェハとウニョンの仲を引き裂くストーリー「一途な願い」が流れる。
図柄の組み合わせが3･4･7の場合は、チョンテがチェハの本当の父親だとウニョンが知ることになるストーリー「衝撃の告白」が流れる。
- 夢夢ちゃん

旅館予告、携帯予告、会話予告、アイテム予告、アニメ系リーチ中、菜の花モード中などに登場することがある。
- ドラムくん

ミニキャラ予告、旅館予告、会話予告、携帯予告、菜の花モードの会話予告などで登場することがある。